# UDFj-39546284
UDFj-39546284 — компактная галактика, состоящая из голубых звёзд, которые существовали 13,4 миллиарда лет назад, то есть примерно через 380 миллионов лет после Большого взрыва. Это одна из самых далёких обнаруженных галактик.

## Расстояние
Галактика была обнаружена в рамках программы Hubble Ultra Deep Field. В январе 2011 года выяснилось, что она находится дальше предыдущего рекордсмена UDFy-38135539 примерно на 150 миллионов световых лет. Эта галактика может оставаться наиболее удалённым наблюдаемым объектом вплоть до начала работы запущенного в 2021 году космического телескопа Джеймса Уэбба. Красное смещение галактики сначала оценили в {\displaystyle z\approx 10}, но, в отличие от UDFy-38135539, UDFj-39546284 не была спектроскопически подтверждена, что создавало риск ошибки в определении красного смещения, а вместе с этим и расстояния до неё.
До открытия этой галактики самой удалённой галактикой считалась UDFy-38135539 из созвездия Печь, расстояние до которой — 13,1 млрд световых лет. В ноябре 2012 года был найден ещё более удалённый объект — галактика в созвездии Жираф, получившая обозначение MACS0647-JD. Эта галактика находится на расстоянии 13,3 млрд световых лет от Земли (красное смещение z = 10,7). Однако, уже в декабре 2012 года красное смещение UDFj-39546284 было уточнено — z = 11,9, а расстояние до неё — не менее 13,42 млрд световых лет.

## Изображения

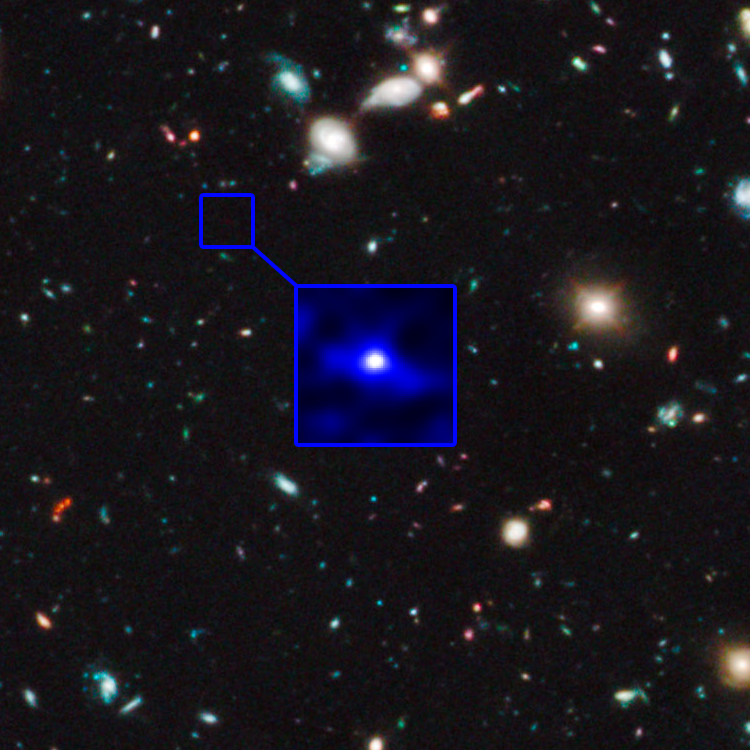
UDFj-39546284
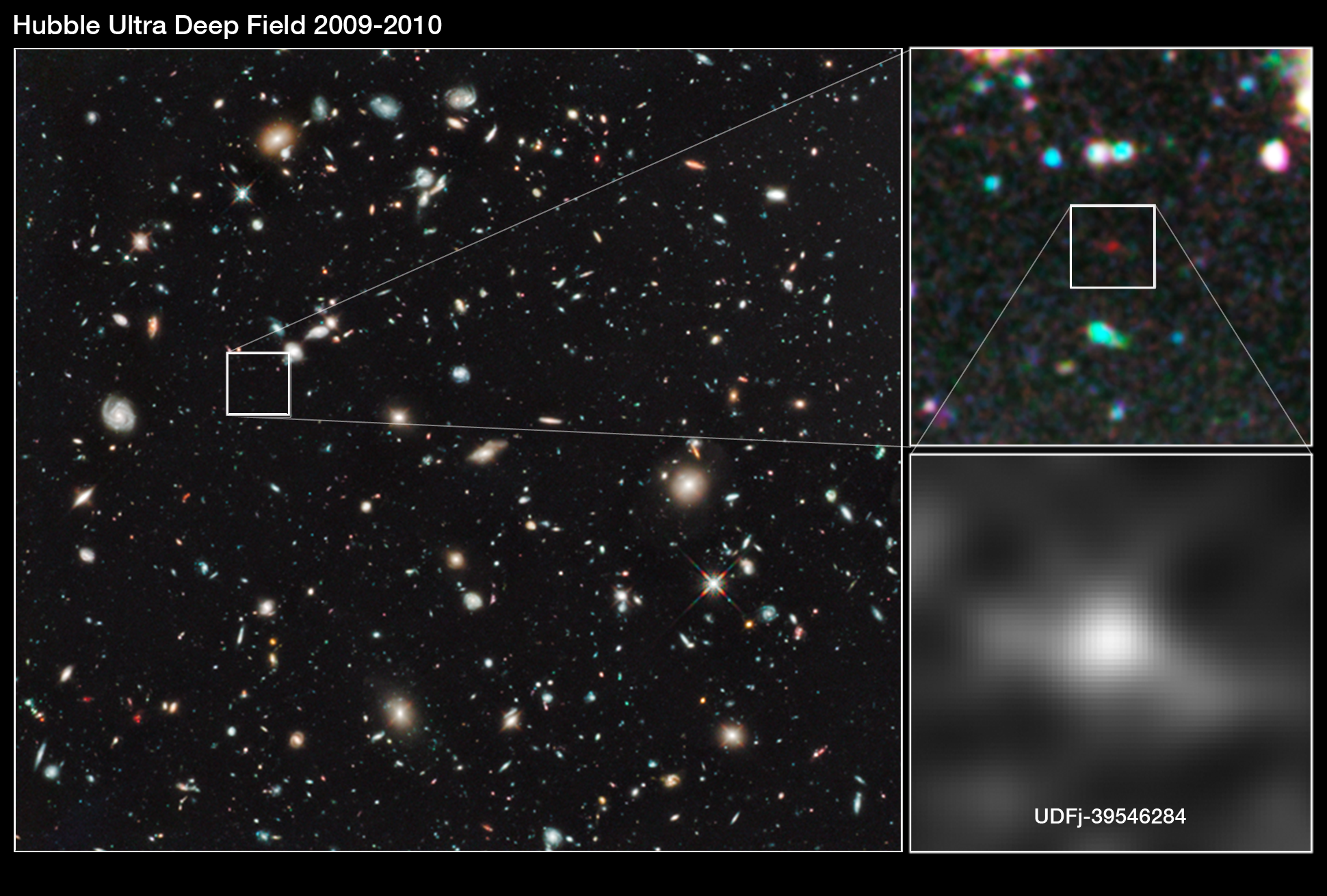
UDFj-39546284 выглядит как красная капля